# 보스토크 계획

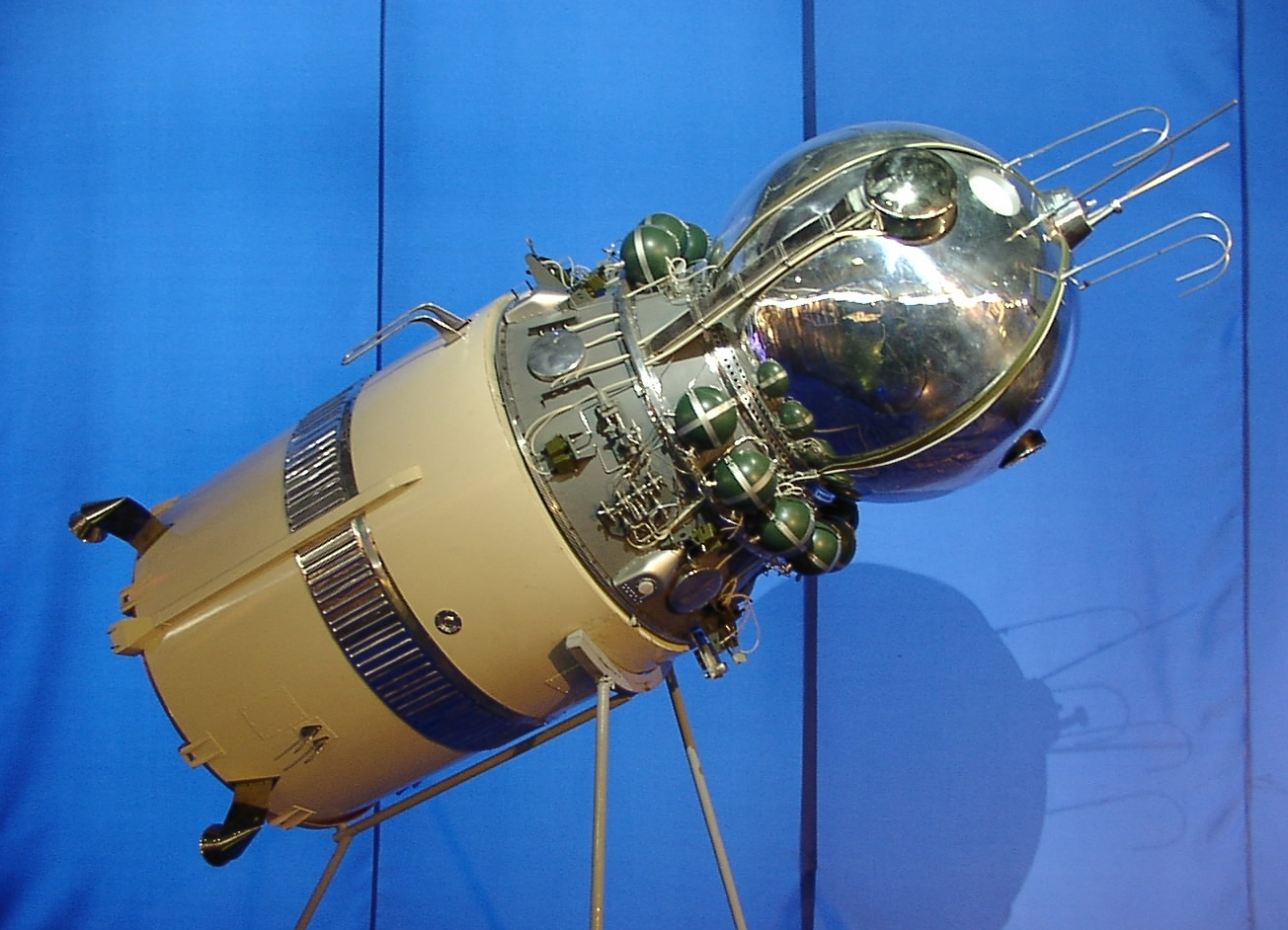
보스토크 우주선 모델

보스토크 계획(러시아어: Восто́к)은 1960년대 초 소련에 의해 지구 궤도에 발사된 유인 우주선의 이름이며, 인류 최초의 유인 우주 비행을 실현한 계획이다. 발사에 사용된 보스토크 로켓 (정식 명칭: A1)은 대륙간 탄도 미사일인 R-7을 개량한 것이다. "보스토크"는 "동쪽"을 의미하는 러시아어의 일반 명사이다.

## 역사
구소련의 1인승 우주선으로 처음으로 사람을 태우고서 지구를 끼고 도는 궤도 비행에 성공하였다. 1961년 4월 12일에 발사된 보스토크 1호에는 비행사 유리 가가린이 탄 채 89분 동안 지구를 한 바퀴 돌고 108분 뒤에 무사히 지구로 돌아왔다. 이어서 구소련은 보스토크 6호까지 유인우주비행 실험을 했다.

## 목록
- 보스토크 1호 (1961년 4월 12일 발사, 유리 가가린)
- 보스토크 2호 (1961년 8월 6일 발사, 게르만 티토프)
- 보스토크 3, 4호 (1962년 8월 11일, 12일 발사, 안드리안 니콜라예프, 파벨 포포비치)
- 보스토크 5호 (1963년 6월 14일 발사, 발레리 비콥스키)
- 보스토크 6호 (1963년 6월 19일 발사, 발렌티나 테레시코바)